# Rødovre
Rødovre est une municipalité de la région de  Hovedstaden, dans l'Est de l'île de Sjælland, au Danemark.

## Personnalités
Cette commune a vu la naissance de Helle Thorning-Schmidt, ainsi que  celle  de l'actrice Brigitte Nielsen.

## À la télévision
La série télévisée Rita a été tournée en partie sur l'ancien campus de l'école Statens Pædagogiske Forsøgscenter (SPF) à Islev, Rødovre.